# سينما إريتريا

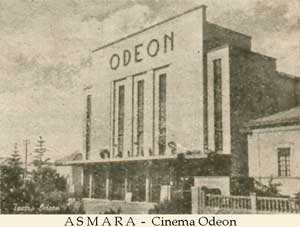

يعود تاريخ السينما في إريتريا إلى الحكم الاستعماري للبلاد تحت مملكة إيطاليا. كان لنمو السينما الإيطالية في ثلاثينيات القرن الماضي، أثرا في صعود السينما في أسمرة بإريتريا. في عام 1937، تم تحويل دار أوبرا أسمرة إلى مسرح وسينما ثنائي الاستخدام. بحلول العام التالي، كان لدى أسمرة إجمالي تسعة دور عرض سينمائي.
تم تقديم فيلم (missionary film) الإيطالي لأول مرة في عام 1922، من إنتاج رهبان الكبوشية بالتعاون مع الحكومة الاستعمارية. على الرغم من استقلال البلاد، لا تزال أغلب عروض الأفلام في إريتريا محصورة في الأفلام الإنجليزية والإيطالية.
يستمر التأثير الأوروبي حتى يومنا هذا، مثل «أسابيع السينما الأوروبية» التي تقام سنويًا على مدار الخمسة عشر عامًا الماضية. ما يقرب من 100٪ من الأفلام المنتجة في إريتريا تندرج تحت فئة «الخيال».